# Fabinho Tavares
Fábio Henrique Tavares (Campinas, Brasil, 23 de octubre de 1993), conocido como Fabinho, es un futbolista brasileño que juega como centrocampista en el Al-Ittihad de la Liga Profesional Saudí.
Participó en el Torneo de las Ocho Naciones, como uno de los capitanes del combinado brasileño a las órdenes de Ney Franco, donde se proclamó campeón de la competición.

## Trayectoria

### Río Ave
El 8 de junio de 2012 llegó al club portugués procedente del Fluminense, con un contrato de seis temporadas, reservándose el club brasileño un 50% de los derechos del jugador. Sin haber disputado ningún partido, un mes después, fue cedido al Real Madrid Castilla por una temporada.

### Real Madrid Castilla
El 17 de agosto de 2012 debutó en Segunda División con el filial madridista en un encuentro ante el Villarreal (2-1). El 28 de abril de 2013 anotó su primer tanto con el Castilla para poner las tablas ante el CD Numancia (3-3).

### Real Madrid
El 8 de mayo de 2013 debutó con el Real Madrid, en el Estadio Santiago Bernabéu, en un triunfo ante el Málaga. entrando en sustitución de Fábio Coentrão. Dio una asistencia a Ángel Di María para el 6-2 definitivo del partido.

### A. S. Mónaco
Después de que el Real Madrid no hiciese movimiento alguno por retenerle, fue cedido por una temporada, al recién ascendido en ese momento, A.S. Mónaco en julio de 2013.
El club monegasco acabó clasificándose a la siguiente edición de la Liga de Campeones, peleando también durante gran parte de la temporada el título de la Ligue 1 con el PSG. Debido a su buen rendimiento, el club decidió renovar el préstamo por una temporada más. Para la temporada 2014-15, se consolidó como pieza clave del equipo llegando a jugar al final de la temporada 53 partidos con el club e iniciando a jugar en la demarcación de centrocampista defensivo. Al cabo de esta temporada, el Mónaco ejecutó la opción de compra por el jugador pagando 6 millones de euros, fichaje que hizo oficial el 23 de agosto de 2015. En la 2015-16, Fabinho convirtió 8 goles y dio 5 asistencias, en parte, gracias a los lanzamientos de penalti.
Para la campaña 2016-17, siguió siendo indiscutible en las alineaciones del equipo que resultaría campeón de la Ligue 1, aportando 9 goles, así como en la Liga de Campeones donde llegarían hasta semifinales. Al final de dicha temporada, disputó 56 partidos anotando 12 goles y repartiendo 5 asistencias, además de ser nombrado uno de los capitanes del equipo monegasco.
El 21 de octubre de 2017 jugó su partido 200 con el club en la jornada 9 de la Ligue 1, habiendo convertido 24 goles y repartiendo 16 asistencias con el conjunto del principado.

### Liverpool
El 28 de mayo de 2018, a través de las redes sociales, el Liverpool F. C. confirmó su fichaje a cambio de unos 50 millones de euros. El 26 de diciembre anotó su primer gol en Premier League en un triunfo por 4-0 ante el Newcastle.
El 1 de junio de 2019 ganó la Liga de Campeones de la UEFA, siendo su primer título con los Reds, después de haber ganado 2-0 al Tottenham Hotspur, partido en el cual fue titular jugando el partido completo. La siguiente temporada conquistaron la Supercopa de Europa y la Premier League. Posteriormente, en la 2021-22, sumó a su palmarés la FA Cup y la Copa de la Liga.

### Al-Ittihad Jeddah Club
El 31 de julio de 2023, después de cinco años en Liverpool en los que disputó 219 partidos, llegó al equipo saudí Al-Ittihad.

## Selección nacional
Ha sido internacional con la selección brasileña sub-20, que se proclamó campeón del Torneo de las Ocho Naciones en el año 2012.
El 7 de junio de 2015 debutó con la selección brasileña en un amistoso ante México. Pocos días después, fue convocado para disputar la Copa América 2015 aunque no llegó a jugar ningún encuentro. Un año más tarde, repitió convocatoria en la Copa América Centenario.

### Participaciones en Copas del Mundo
| Mundial      | Sede  | Resultado        | Partidos | Goles |
| ------------ | ----- | ---------------- | -------- | ----- |
| Mundial 2022 | Catar | Cuartos de final | 1        | 0     |

### Participaciones en Copas América
| Copa                    | Sede           | Resultado        | Partidos | Goles |
| ----------------------- | -------------- | ---------------- | -------- | ----- |
| Copa América 2015       | Chile          | Cuartos de final | 0        | 0     |
| Copa América Centenario | Estados Unidos | Primera fase     | 0        | 0     |
| Copa América 2021       | Brasil         | Subcampeón       | 4        | 0     |

## Estadísticas

### Clubes
Actualizado al último partido disputado el 30 de mayo de 2025.
| Club                                | Div.          | Temporada     | Liga  | Liga  | Liga   | Copas nacionales | Copas nacionales | Copas nacionales | Torneos internacionales | Torneos internacionales | Torneos internacionales | Total | Total | Total  | Media goleadora |
| Club                                | Div.          | Temporada     | Part. | Goles | Asist. | Part.            | Goles            | Asist.           | Part.                   | Goles                   | Asist.                  | Part. | Goles | Asist. | Media goleadora |
| ----------------------------------- | ------------- | ------------- | ----- | ----- | ------ | ---------------- | ---------------- | ---------------- | ----------------------- | ----------------------- | ----------------------- | ----- | ----- | ------ | --------------- |
| Real Madrid Castilla C. F. · España | 2.ª           | 2012-13       | 30    | 2     | 1      | —                | —                | —                | —                       | —                       | —                       | 30    | 2     | 1      | 0.07            |
| Real Madrid Castilla C. F. · España | Total club    | Total club    | 30    | 2     | 1      | —                | —                | —                | —                       | —                       | —                       | 30    | 2     | 1      | 0.07            |
| Real Madrid C. F. · España          | 1.ª           | 2012-13       | 1     | 0     | 1      | —                | —                | —                | —                       | —                       | —                       | 1     | 0     | 1      | 0               |
| Real Madrid C. F. · España          | Total club    | Total club    | 1     | 0     | 1      | —                | —                | —                | —                       | —                       | —                       | 1     | 0     | 1      | 0               |
| A. S. Monaco F. C. Francia          | 1.ª           | 2013-14       | 26    | 0     | 3      | 5                | 1                | 1                | —                       | —                       | —                       | 31    | 1     | 4      | 0.03            |
| A. S. Monaco F. C. Francia          | 1.ª           | 2014-15       | 36    | 1     | 1      | 7                | 0                | 0                | 10                      | 1                       | 0                       | 53    | 2     | 1      | 0.04            |
| A. S. Monaco F. C. Francia          | 1.ª           | 2015-16       | 34    | 6     | 4      | 4                | 2                | 0                | 9                       | 0                       | 1                       | 47    | 8     | 5      | 0.17            |
| A. S. Monaco F. C. Francia          | 1.ª           | 2016-17       | 37    | 9     | 3      | 5                | 0                | 0                | 14                      | 3                       | 3                       | 56    | 12    | 6      | 0.21            |
| A. S. Monaco F. C. Francia          | 1.ª           | 2017-18       | 34    | 7     | 4      | 7                | 1                | 1                | 5                       | 0                       | 0                       | 46    | 8     | 5      | 0.17            |
| A. S. Monaco F. C. Francia          | Total club    | Total club    | 167   | 23    | 15     | 28               | 4                | 2                | 38                      | 4                       | 4                       | 233   | 31    | 21     | 0.13            |
| Liverpool F. C. Inglaterra          | 1.ª           | 2018-19       | 28    | 1     | 2      | 2                | 0                | 0                | 11                      | 0                       | 0                       | 41    | 1     | 2      | 0.02            |
| Liverpool F. C. Inglaterra          | 1.ª           | 2019-20       | 28    | 2     | 3      | 3                | 0                | 0                | 8                       | 0                       | 1                       | 39    | 2     | 4      | 0.05            |
| Liverpool F. C. Inglaterra          | 1.ª           | 2020-21       | 30    | 0     | 0      | 4                | 0                | 0                | 8                       | 0                       | 0                       | 42    | 0     | 0      | 0               |
| Liverpool F. C. Inglaterra          | 1.ª           | 2021-22       | 29    | 5     | 1      | 6                | 2                | 0                | 13                      | 1                       | 0                       | 48    | 8     | 1      | 0.17            |
| Liverpool F. C. Inglaterra          | 1.ª           | 2022-23       | 36    | 0     | 2      | 5                | 0                | 0                | 8                       | 0                       | 0                       | 49    | 0     | 2      | 0               |
| Liverpool F. C. Inglaterra          | Total club    | Total club    | 151   | 8     | 8      | 20               | 2                | 0                | 48                      | 1                       | 1                       | 219   | 11    | 9      | 0.05            |
| Al-Ittihad Arabia Saudita           | 1.ª           | 2023-24       | 19    | 1     | 1      | 2                | 0                | 1                | 9                       | 0                       | 1                       | 30    | 1     | 3      | 0.03            |
| Al-Ittihad Arabia Saudita           | 1.ª           | 2024-25       | 32    | 2     | 1      | 5                | 1                | 0                | ―                       | ―                       | ―                       | 37    | 3     | 1      | 0.08            |
| Al-Ittihad Arabia Saudita           | Total club    | Total club    | 51    | 3     | 2      | 7                | 1                | 1                | 9                       | 0                       | 1                       | 67    | 4     | 4      | 0.06            |
| Total carrera                       | Total carrera | Total carrera | 400   | 36    | 27     | 55               | 7                | 3                | 95                      | 5                       | 6                       | 550   | 48    | 36     | 0.09            |

## Palmarés

### Títulos nacionales
| Título                    | Club            | País           | Año     |
| ------------------------- | --------------- | -------------- | ------- |
| Ligue 1                   | A. S. Monaco    | Francia        | 2016-17 |
| Premier League            | Liverpool F. C. | Inglaterra     | 2019-20 |
| Copa de la Liga           | Liverpool F. C. | Inglaterra     | 2021-22 |
| FA Cup                    | Liverpool F. C. | Inglaterra     | 2021-22 |
| Community Shield          | Liverpool F. C. | Inglaterra     | 2022    |
| Liga Profesional Saudí    | Al-Ittihad      | Arabia Saudita | 2024-25 |
| Copa del Rey de Campeones | Al-Ittihad      | Arabia Saudita | 2024-25 |

### Títulos internacionales
| Título                       | Club            | País    | Año     |
| ---------------------------- | --------------- | ------- | ------- |
| Liga de Campeones de la UEFA | Liverpool F. C. | España  | 2018-19 |
| Supercopa de la UEFA         | Liverpool F. C. | Turquía | 2019    |

### Distinciones individuales
| Distinción                                                      | Año  |
| --------------------------------------------------------------- | ---- |
| Parte de los 100 mejores jugadores del mundo según The Guardian | 2022 |